# 오카다 에이지

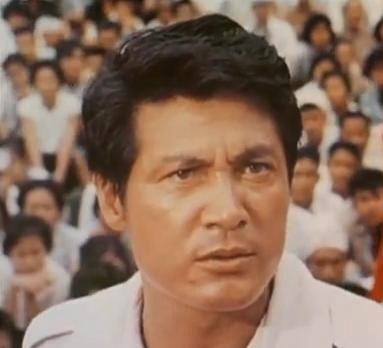

오카다 에이지(Eiji Okada, 1920년 6월 13일 ~ 1995년 9월 14일)는 일본의 배우, 영상 편집자, 영화배우이다.
조시시에서 태어났으며 도쿄에서 사망하였다. 사인은 심부전이다.

## 영화
- 센고쿠 - 블러디 에이전트  (2012년)
- 아득히 먼 시대의 계단을 (1995년)
- 인간적이지 않은 사랑 (1995년)
- 체증 (1992년)
- 남극 이야기 (1983년) - 타이초 오즈와 역
- 모험자 가미가제 (1981년)
- 북극여우 이야기 (1978년) - 나레이션 역
- 돌아보면 사랑 (1978년)
- 원자력 전쟁 (1978년) - 카미야마 교수 역
- 나는 고양이다 (1975년)
- 암흑가의 결투 (1975년)
- 수라설희 (1973년)
- 아들을 동반한 검객 5 (1973년)
- 쿠로베의 태양 (1968년)
- 지에코쇼 (1967년)
- 우주에서 온 X (1967년)
- 타인의 얼굴 (1966년)
- 암살 (1964년)
- 향료의 향 (1964년)
- 모래의 여자 (1964년)
- 쉬 앤드 히 (1963년)
- 어글리 아메리칸 (1963년)
- 히로시마 내 사랑 (1959년)
- 순애보 (1957년)
- 코코 니 이즈미 아리 (1955년)
- 억만장자 (1954년)
- 꿈의 탑 (1953년)
- 메아리 학교 (1952년)
- 엄마 (1952년)
- 다시 만날 때까지 (1950년)